# Dhokla
Il dhokla  è un piatto vegetariano tipico dello stato indiano del Gujarat. È fatto con una pastella fermentata derivata dal riso e dall'urad dal, un tipo di fagiolo indiano. Il dhokla può essere consumato a colazione, come piatto principale, come contorno o come spuntino. Il dhokla è molto simile al khaman, tuttavia il dhokla è fatto di pastella derivata da una miscela di riso e ceci (Urad dal), mentre il khaman è tipicamente fatto con ceci e ha un colore giallo. Il khaman è diventato molto popolare al di fuori di Gujarat ma è erroneamente noto come dhokla.

## Storia
Il dukkia, un precursore del dhokla, è menzionato in un testo di Jain datato 1066. L'opera più antica che ha menzionato il termine "dhokla" è il Varanaka Samuchaya, in lingua gujarati.

## Preparazione
Il riso e i ceci, vengono messi a bagno per una notte. La miscela viene macinata e la pasta viene fermentata per 4-5 ore o durante la notte. La miscela viene poi speziata aggiungendo peperoncino, coriandolo, zenzero e bicarbonato di sodio.
In seguito, la pastella fermentata viene cotta a vapore per circa 15 minuti su un piatto piano e tagliata a pezzi. Questi pezzi tritati vengono conditi in olio caldo con semi di senape. Si possono anche friggere assafetida e peperoncini verdi tritati e, a volte, una pari quantità di acqua. I pezzi vengono in seguito rimossi dal piatto.
Di solito è servito con peperoncini fritti e chutney a base di coriandolo. È guarnito con coriandolo e spesso con cocco grattugiato.
Un altro metodo è cuocere a vapore la pastella fermentata per 10-15 minuti su piatti posti all'interno di un contenitore che non consentono la fuoriuscita del vapore. Per evitare che l'acqua del vapore cada sulla pastella durante la preparazione, è possibile inserire un panno all'interno del contenitore. I piatti non sono posizionati direttamente sulla base, altrimenti la pastella brucerebbe, quindi viene utilizzato un piccolo appoggio. Quando la pastella è ben cotta a vapore, i piatti vengono estratti dal contenitore e serviti con olio grezzo versato sopra il dhokla. Altri ingredienti che si possono utilizzare sono: la cagliata, la salsa di pomodoro, la salsa d'aglio o di coriandolo possono essere utilizzati, tuttavia nessuno di questi viene tradizionalmente mangiato con il dhokla.

## Tipi di dhokla

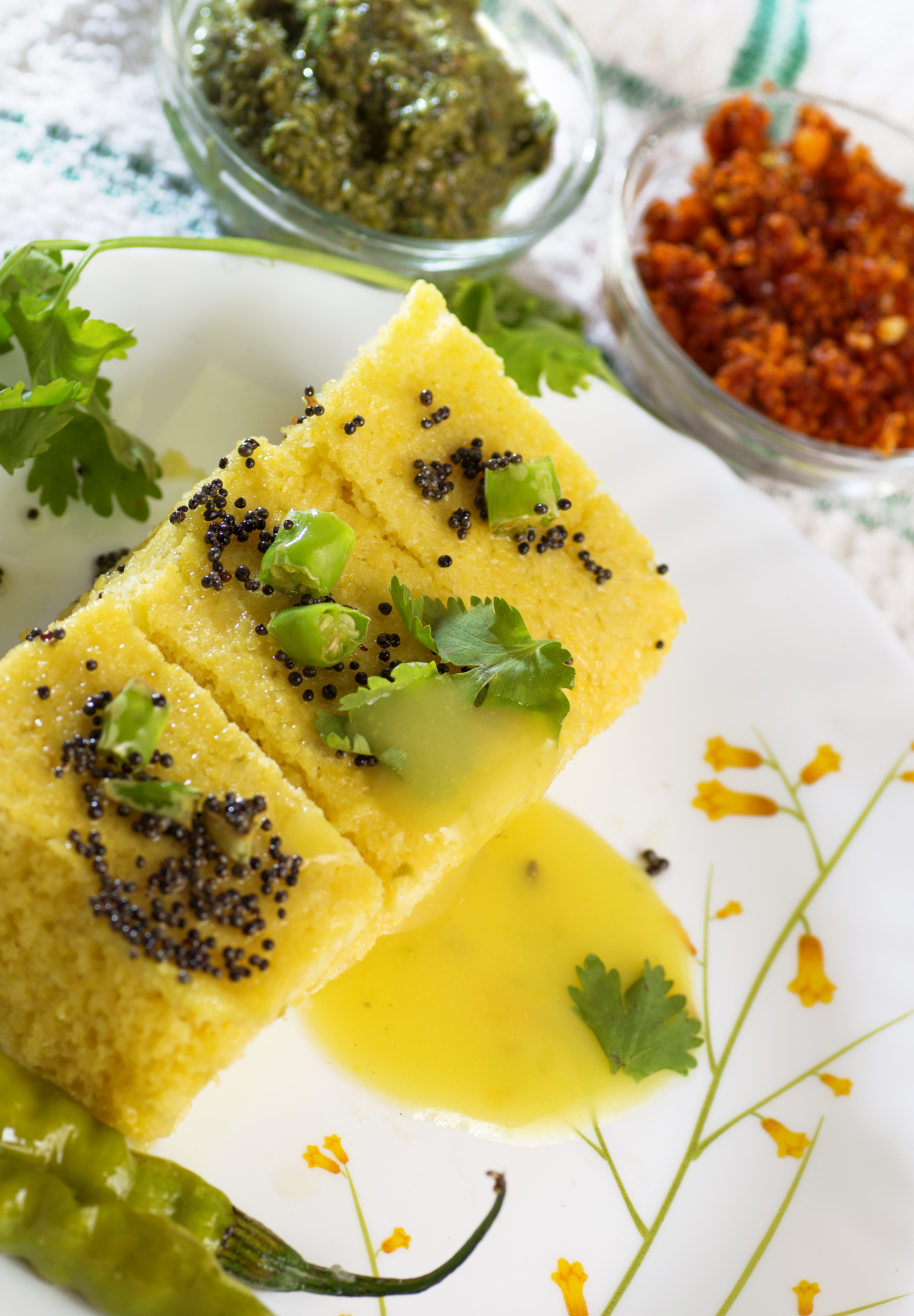
A differenza del dhokla, il khaman è fatto interamente di pastella di ceci.

Esistono diversi tipi di dhokla preparati con diversi ingredienti e quantità di ceci. Tra i dhokla più popolari vi sono:
- Khatta dhokla
- Rasia dhokla
- Moong dal dhokla
- Khandavi dhokla
- Dhokla al formaggio
- Toor dal dhokla
- Sandwich dhokla
- Rava dhokla
- Mixed dal dhokla
- Dhokla di piselli
- Meetha dhokla
- Besan dhokla
- Khaman dhokla

Il khaman è un preparato simile a base di farina di ceci. Mentre il dhokla è fatto con riso e ceci, il khaman è fatto solo con ceci. È generalmente di colore più chiaro e più morbido del dhokla. Per fare il dhokla si aggiunge una piccola quantità di bicarbonato di sodio mentre per fare il khaman si aggiunge più bicarbonato di sodio per renderlo più soffice, spugnoso e poroso.